# Dyana Ortelli

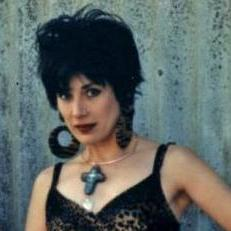
Dyana Ortelli (1995)

Dyana Ortelli (* 1. Mai 1961 in Nuevo Laredo, Tamaulipas als Dyana Elizondo) ist eine mexikanische Schauspielerin, Synchronsprecherin, Komikerin und Moderatorin. Eine gewisse Bekanntheit erlangte sie durch ihre Rollen als Irene in dem Spielfilm Luminarias und Dora in der Fernsehserie Lass es, Larry!.

## Leben
Ortelli wurde in Nuevo Laredo geboren. Den italienischen Nachnamen Ortelli nahm sie an, um den klischeehaften Rollen die Mexikanerinnen häufig in den USA erhalten, zu entfliehen.

“I got tired of playing Mexican maids and prostitutes, so I changed my name to Dyana Ortelli. Now I play Italian maids and prostitutes.”

„Ich habe es satt, mexikanische Dienstmädchen und Prostituierte zu spielen, deshalb habe ich meinen Namen in Dyana Ortelli geändert. Jetzt spiele ich italienische Dienstmädchen und Prostituierte.“

1979 wurde ihr Sohn Humberto Ortiz geboren, der ebenfalls bis 1996 als Schauspieler tätig war. Die beiden waren gemeinsam in den Filmen ¡Drei Amigos!, Born in East L. A. und Dollman – Der Space-Cop! zu sehen und wirkten in der Fernsehserie Marblehead Manor mit. In dieser Fernsehserie spielte sie in insgesamt 24 Episoden die Rolle der Lupe.
Sie ist Mitglied der Comedy-Gruppe The Hot & Spicy Mamitas. Die Gruppe veröffentlicht CDs von ihren Bühnenprogramm. Ortelli moderierte außerdem die Talkshow HOLA LA auf CBS. Daneben setzt sie sich für mehr Rechte für Latinos in den USA ein. Diese Arbeit wurde von der Latino-Gemeinde 2002 mit dem Latino Spirit Award gewürdigt. Ortelli ist zusätzlich auch als Synchronsprecherin tätig.

## Filmografie

### Schauspiel
- 1970: Carrascolendas (Fernsehserie)
- 1985: Staubige Dollars (Little Treasure)
- 1985: Graffiti (Kurzfilm)
- 1985–1987: Cagney & Lacey (Fernsehserie, 2 Episoden)
- 1986: Scherben des Lebens (Shattered Spirits) (Fernsehfilm)
- 1986: Kidsongs: Good Night, Sleep Tight
- 1986: Polizeirevier Hill Street (Hill Street Blues) (Fernsehserie, Episode 7x01)
- 1986: ¡Drei Amigos! (¡Three Amigos!)
- 1987: Amen (Fernsehserie, Episode 1x17)
- 1987: La Bamba
- 1987: Born in East L. A.
- 1987: Matlock (Fernsehserie, Episode 2x05)
- 1987–1988: Marblehead Manor (Fernsehserie, 24 Episoden)
- 1988: Inspektor Hooperman (Hooperman) (Fernsehserie, Episode 1x17)
- 1989: The Flight (Kurzfilm)
- 1989: In der Hitze der Nacht (In the Heat of the Night) (Fernsehserie, Episode 3x08)
- 1990: Alienator – Der Vollstrecker aus dem All (Alienator)
- 1990: The Bradys (Fernsehserie, Episode 1x02)
- 1990: Pepe Plata (Fernsehserie)
- 1991: Dollman – Der Space-Cop! (Dollman)
- 1992: Das Gesetz der Gewalt (American Me)
- 1992: Intruders – Die Aliens sind unter uns (Intruders)
- 1992: Dark Justice – Eine Richterin sieht rot (Judgement)
- 1992: Seinfeld (Fernsehserie, Episode 4x01)
- 1992: Die Staatsanwältin und der Cop (Reasonable Doubts) (Fernsehserie, Episode 1x20)
- 1992: Chavez Ravine (Kurzfilm)
- 1993: Palm Beach-Duo (Silk Stalkings) (Fernsehserie, Episode 2x22)
- 1996: Rockford: Teuflisches Komplott (The Rockford Files: If the Frame Fits...) (Fernsehfilm)
- 1996: New York Cops – NYPD Blue (NYPD Blue) (Fernsehserie, Episode 3x18)
- 1997: Columbo: Keine Spur ist sicher (A Trace of Murder) (Fernsehreihe)
- 1999: California Myth
- 1999: Luminarias
- 2000: Ich hab doch nur meine Frau zerlegt (Picking Up the Pieces)
- 2000: CSI: Vegas (CSI: Crime Scene Investigation) (Fernsehserie, Episode 1x09)
- 2000–2001: The Brothers Garcia (Fernsehserie, 3 Episoden)
- 2001–2002: Lizzie McGuire (Fernsehserie, 4 Episoden)
- 2002: Stirb, wenn du kannst (Outta Time)
- 2002: Lass es, Larry! (Curb Your Enthusiasm) (Fernsehserie, 2 Episoden)
- 2006: U.E. (Mini-Fernsehserie)
- 2007: Ganz schön schwanger (Notes from the Underbelly) (Fernsehserie, Episode 1x04)
- 2007: What’s Stevie Thinking? (Fernsehfilm)
- 2008: Saving Grace (Fernsehserie, Episode 2x07)
- 2008: Moe
- 2009: Encrucijada (Fernsehserie)
- 2010: A Very Mary Christmas
- 2010: Food Stamps
- 2012–2013: Sin Vergüenza (Fernsehserie, 2 Episoden)
- 2013: The Bridge – America (The Bridge) (Fernsehserie, Episode 1x07)
- 2013: Alta Exposición (Kurzfilm)
- 2014: My Rosie Life (Fernsehfilm)
- 2014: An Evergreen Christmas
- 2015: Ana Maria in Novela Land
- 2015: Dandekar Makes a Sandwich (Kurzfilm)
- 2016: Hold the Line (Kurzfilm)
- 2016: Jane the Virgin (Fernsehserie, Episode 2x18)
- 2017: Las Garnachas (Fernsehserie, Pilotfolge)
- 2018: Will & Grace (Fernsehserie, Episode 9x14)
- 2018: Heart of Leona (Kurzfilm)
- 2019: 5th of July
- 2019: Voices (Kurzfilm)
- 2022: Free Dead or Alive

### Synchronsprecher
- 1989: The Karate Kid (Zeichentrickserie, Episode 1x01)
- 1999–2004: Rocket Power (Zeichentrickserie, 13 Episoden)
- 2004: All Grown Up – Fast erwachsen (All Grown Up!) (Zeichentrickserie, Episode 1x13)
- 2017: Tom Clancy’s Ghost Recon Wildlands (Videospiel)
- 2017: Coco – Lebendiger als das Leben! (Coco) (Animationsfilm)
- 2019: Spione Undercover – Eine wilde Verwandlung (Spies in Disguise) (Animationsfilm)